# Jerzy Engel
Władysław Jerzy Engel (Włocławek, 6 ottobre 1952) è un allenatore di calcio ed ex calciatore polacco, di ruolo attaccante.